# Beta-neo-endorfin
β-neo-endorfin je endogeni opioidni peptid čija sekvenca je: Tyr-Gly-Gly-Phe-Leu-Arg-Lys-Tyr-Pro.

## Literatura
1. ↑  Minamino N.; Kangawa K.; Chino N. (1981). „β-Neo-endorphin, a new hypothalamic 'big' leu-enkephalin of porcine origin: Its purification and the complete amino acid sequence”. Biochemical and Biophysical Research Communications. 99 (3): 864—870. PMID 7247945. doi:10.1016/0006-291X(81)91243-2.